# Municipis del Cantó de Berna

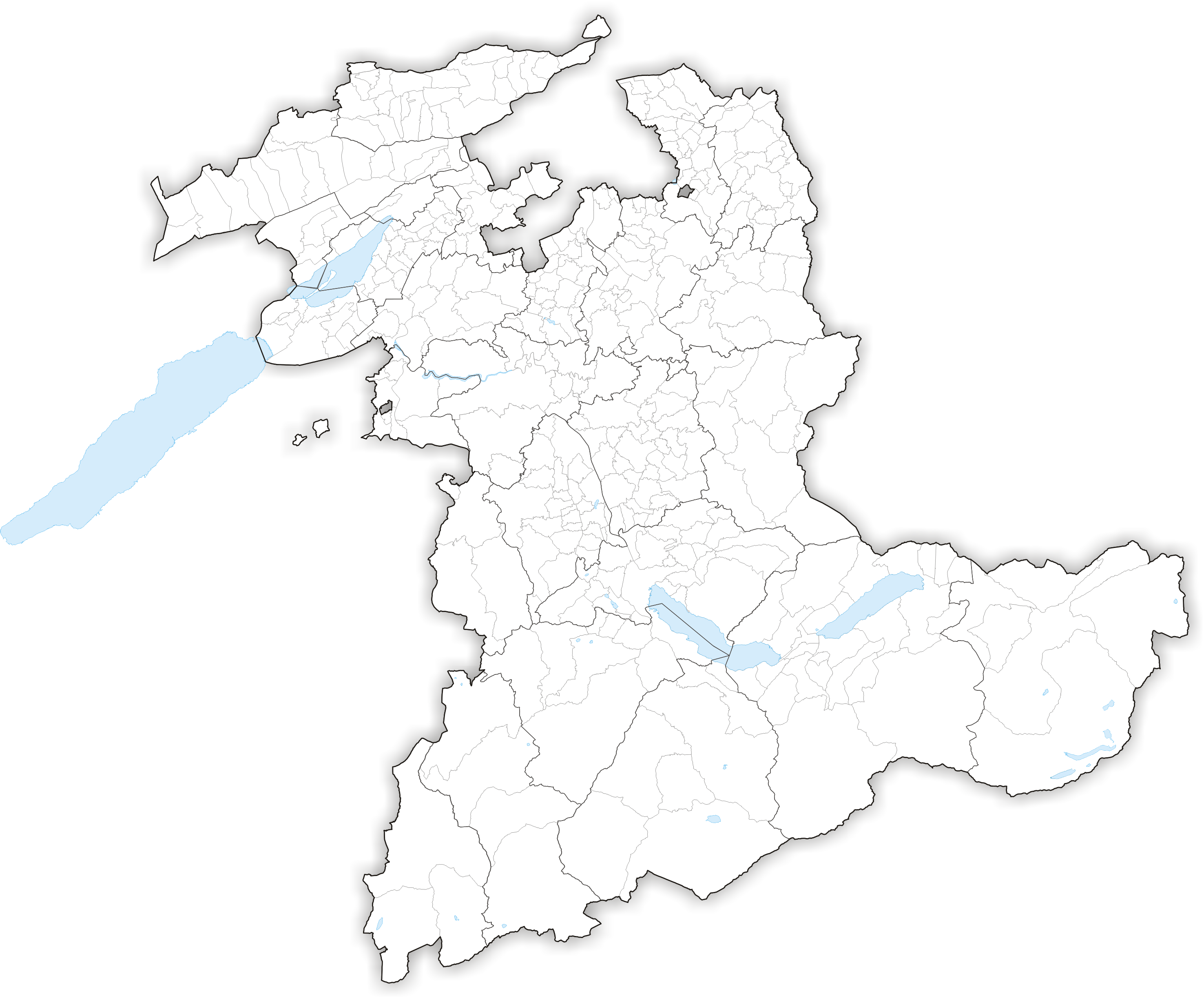
Municipis del Cantó de Berna en els districtes fins al 2009

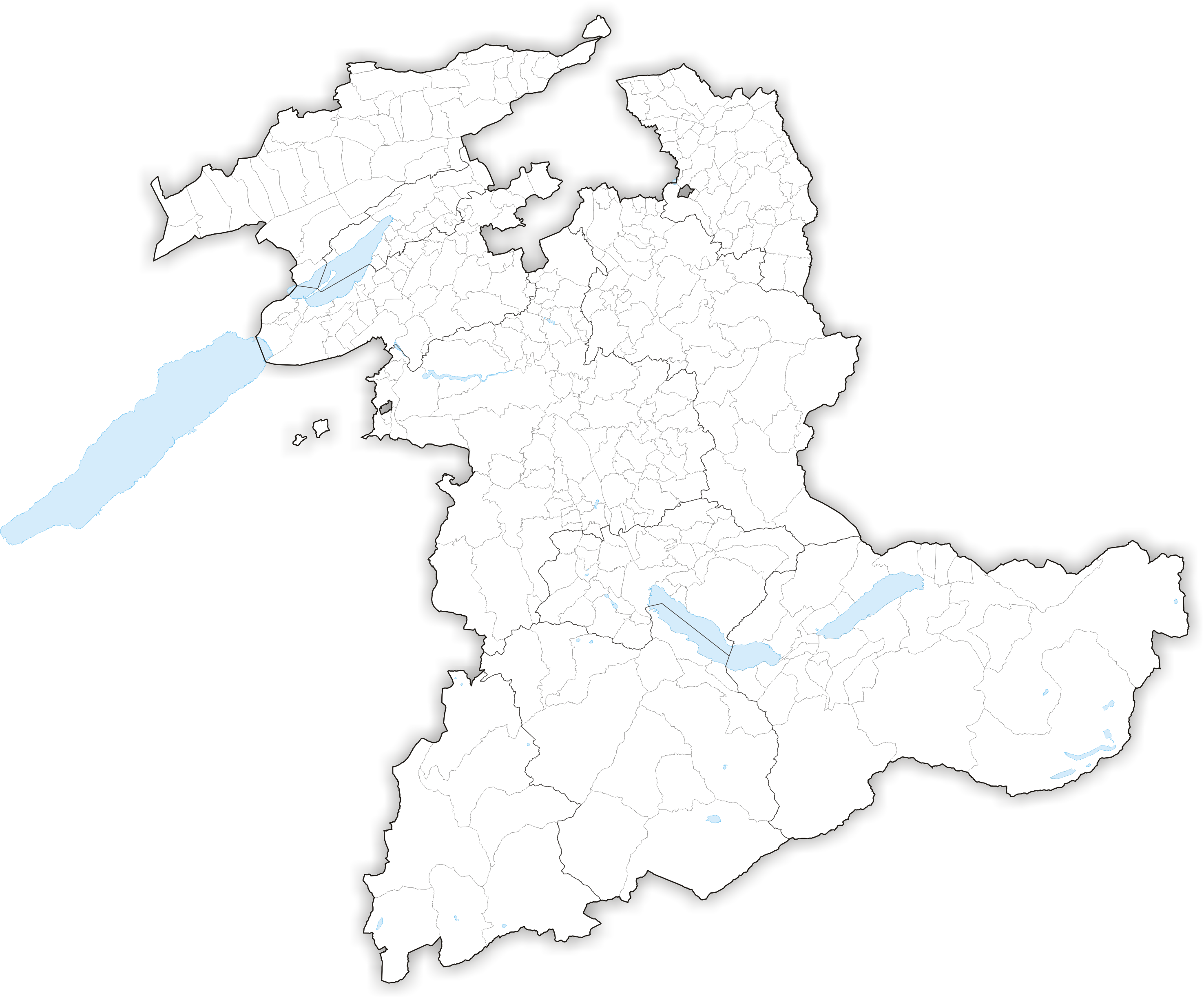
Municipis del Cantó de Berna en els districtes a partir de 2015

Els Municipis del cantó de Berna són 395 i s'agrupaven en 26 districtes fins al 2009. Actualment, només s'agrupen en 10 districtes. Es tracta del cantó suís amb més municipis.

## Districte administratiu del Berner Jura
| Escut             | Municipi          | Habitants (31 de desembre de 2008) | Superfície en km² |
| ----------------- | ----------------- | ---------------------------------- | ----------------- |
| Belprahon         | Belprahon         | 301                                | 3.79              |
| Bévilard          | Bévilard          | 1709                               | 5.63              |
| Champoz           | Champoz           | 161                                | 7.11              |
| Châtelat          | Châtelat          | 120                                | 4.09              |
| Corcelles         | Corcelles         | 230                                | 6.78              |
| Corgémont         | Corgémont         | 1530                               | 17.60             |
| Cormoret          | Cormoret          | 515                                | 13.43             |
| Cortébert         | Cortébert         | 710                                | 14.75             |
| Court             | Court             | 1361                               | 24.60             |
| Courtelary        | Courtelary        | 1204                               | 22.24             |
| Crémines          | Crémines          | 546                                | 9.35              |
| Diesse            | Diesse            | 415                                | 9.44              |
| Eschert           | Eschert           | 383                                | 6.56              |
| Grandval          | Grandval          | 333                                | 8.21              |
| La Ferrière       | La Ferrière       | 538                                | 14.23             |
| La Heutte         | La Heutte         | 499                                | 8.00              |
| Lamboing          | Lamboing          | 685                                | 9.10              |
| La Neuveville     | La Neuveville     | 3478                               | 6.80              |
| Schelten          | La Scheulte       | 44                                 | 5.61              |
| Loveresse         | Loveresse         | 310                                | 4.64              |
| Malleray          | Malleray          | 1985                               | 10.35             |
| Monible           | Monible           | 38                                 | 3.39              |
| Mont-Tramelan     | Mont-Tramelan     | 126                                | 4.64              |
| Moutier           | Moutier           | 7486                               | 19.53             |
| Nods              | Nods              | 731                                | 26.70             |
| Orvin             | Orvin             | 1202                               | 21.43             |
| Perrefitte        | Perrefitte        | 485                                | 8.67              |
| Péry              | Péry              | 1355                               | 15.57             |
| Plagne            | Plagne            | 366                                | 7.55              |
| Pontenet          | Pontenet          | 207                                | 2.74              |
| Prêles            | Prêles            | 874                                | 6.98              |
| Rebévelier        | Rebévelier        | 51                                 | 3.52              |
| Reconvilier       | Reconvilier       | 2253                               | 8.23              |
| Renan             | Renan             | 826                                | {12.62            |
| Roches            | Roches            | 221                                | 8.97              |
| Romont            | Romont            | 198                                | 7.07              |
| Saicourt          | Saicourt          | 572                                | 13.75             |
| Saint-Imier       | Saint-Imier       | 4788                               | 20.86             |
| Saules            | Saules            | 156                                | 4.25              |
| Seehof            | Seehof            | 74                                 | 8.42              |
| Sonceboz-Sombeval | Sonceboz-Sombeval | 1756                               | 15.03             |
| Sonvilier         | Sonvilier         | 1149                               | 23.78             |
| Sornetan          | Sornetan          | 121                                | 5.62              |
| Sorvilier         | Sorvilier         | 268                                | 7.02              |
| Souboz            | Souboz            | 131                                | 10.63             |
| Tavannes          | Tavannes          | 3480                               | 14.65             |
| Tramelan          | Tramelan          | 4248                               | 24.88             |
| Vauffelin         | Vauffelin         | 415                                | 5.92              |
| Villeret          | Villeret          | 914                                | 16.22             |
|                   | Total: 49         | 51.548                             | 540,95            |

## Districte administratiu de Bienne
| Escut           | Municipi        | Habitants (31 de desembre de 2008) | Superfície en km² |
| --------------- | --------------- | ---------------------------------- | ----------------- |
| Aegerten        | Aegerten        | 1665                               | 2.1               |
| Bellmund        | Bellmund        | 301                                | 3.8               |
| Bienne          | Bienne          | 50013                              | 21.6              |
| Brügg           | Brügg           | 4000                               | 5.0               |
| Douanne-Daucher | Douanne-Daucher | 1133                               | 12.4              |
| Evilard         | Evilard         | 2399                               | 3.7               |
| Gléresse        | Gléresse        | 522                                | 1.8               |
| Ipsach          | Ipsach          | 3742                               | 1.9               |
| Longeau         | Longeau         | 4501                               | 7.3               |
| Meinisberg      | Meinisberg      | 1244                               | 4.4               |
| Mörigen         | Mörigen         | 846                                | 2.2               |
| Nidau           | Nidau           | 6739                               | 1.5               |
| Orpund          | Orpund          | 2645                               | 4.0               |
| Perles          | Perles          | 3347                               | 8.3               |
| Port            | Port            | 3197                               | 2.5               |
| Safnern         | Safnern         | 1865                               | 5.6               |
| Scheuren        | Scheuren        | 444                                | 2.1               |
| Schwadernau     | Schwadernau     | 614                                | 4.1               |
| Sutz-Lattrigen  | Sutz-Lattrigen  | 1319                               | 3.6               |
|                 | Total: 19       | 90.536                             | 97,9              |

## Districte administratiu del Seeland
| Escut                   | Municipi                | Habitants (31 de desembre de 2008) | Superfície en km² |
| ----------------------- | ----------------------- | ---------------------------------- | ----------------- |
| Aarberg                 | Aarberg                 | 3963                               | 7.9               |
| Ins                     | Anet                    | 3133                               | 23.9              |
| Arch                    | Arch                    | 1560                               | 6.4               |
| Bangerten               | Bangerten               | 161                                | 2.2               |
| Bargen                  | Bargen                  | 986                                | 7.9               |
| Brüttelen               | Brüttelen               | 592                                | 6.6               |
| Büetigen                | Büetigen                | 791                                | 3.6               |
| Bühl                    | Bühl                    | 427                                | 3.0               |
| Büren an der Aare       | Büren an der Aare       | 3220                               | 12.7              |
| Busswil bei Büren       | Busswil bei Büren       | 1931                               | 3.1               |
| Erlach                  | Erlach                  | 1146                               | 3.5               |
| Gampelen                | Champion                | 772                                | 10.8              |
| Diessbach bei Büren     | Diessbach bei Büren     | 873                                | 6.3               |
| Dotzigen                | Dotzigen                | 1346                               | 4.3               |
| Epsach                  | Epsach                  | 348                                | 3.4               |
| Finsterhennen           | Finsterhennen           | 470                                | 3.6               |
| Gals                    | Gals                    | 708                                | 7.9               |
| Grossaffoltern          | Grossaffoltern          | 2823                               | 15.1              |
| Hagneck                 | Hagneck                 | 412                                | 1.8               |
| Hermrigen               | Hermrigen               | 238                                | 3.5               |
| Jens                    | Jens                    | 662                                | 4.6               |
| Kallnach                | Kallnach                | 1513                               | 10.6              |
| Kappelen                | Kappelen                | 1194                               | 10.9              |
| Leuzigen                | Leuzigen                | 1188                               | 10.3              |
| Lüscherz                | Lüscherz                | 530                                | 5.4               |
| Lyss                    | Lyss                    | 11423                              | 11.8              |
| Meienried               | Meienried               | 52                                 | 0.7               |
| Merzligen               | Merzligen               | 402                                | 2.3               |
| Müntschemier            | Müntschemier            | 1276                               | 4.9               |
| Niederried bei Kallnach | Niederried bei Kallnach | 286                                | 4.6               |
| Oberwil bei Büren       | Oberwil bei Büren       | 797                                | 6.7               |
| Radelfingen             | Radelfingen             | 1178                               | 14.7              |
| Rapperswil              | Rapperswil              | 2120                               | 18.2              |
| Ruppoldsried            | Ruppoldsried            | 264                                | 2.2               |
| Rüti bei Büren          | Rüti bei Büren          | 810                                | \|6.5             |
| Schüpfen                | Schüpfen                | 3374                               | 19.8              |
| Seedorf                 | Seedorf                 | 2989                               | 20.9              |
| Siselen                 | Siselen                 | 579                                | 5.5               |
| Studen                  | Studen                  | 2705                               | 2.7               |
| Täuffelen               | Täuffelen               | 2537                               | 4.4               |
| Treiten                 | Treiten                 | 412                                | 4.7               |
| Tschugg                 | Tschugg                 | 427                                | 3.3               |
| Vinelz                  | Vinelz                  | 822                                | 4.6               |
| Walperswil              | Walperswil              | 878                                | 7.0               |
| Wengi                   | Wengi                   | 615                                | 7.1               |
| Worben                  | Worben                  | 2276                               | 2.8               |
|                         | Total: 46               | 67.209                             | 334,7             |

## Districte administratiu d'Oberaargau
| Escut                    | Municipi                 | Habitants (31 de desembre de 2008) | Superfície en km² |
| ------------------------ | ------------------------ | ---------------------------------- | ----------------- |
| Aarwangen                | Aarwangen                | 4250                               | 9.9               |
| Attiswil                 | Attiswil                 | 1316                               | 7.7               |
| Auswil                   | Auswil                   | 463                                | 4.6               |
| Bannwil                  | Bannwil                  | 659                                | 4.8               |
| Berken                   | Berken                   | 49                                 | 1.4               |
| Bettenhausen             | Bettenhausen             | 480                                | 2.0               |
| Bleienbach               | Bleienbach               | 665                                | 5.7               |
| Bollodingen              | Bollodingen              | 223                                | 2.0               |
| Busswil bei Melchnau     | Busswil bei Melchnau     | 195                                | 2.8               |
| Eriswil                  | Eriswil                  | 1373                               | 11.3              |
| Farnern                  | Farnern                  | 201                                | 3.7               |
| Gondiswil                | Gondiswil                | 725                                | 9.4               |
| Graben                   | Graben                   | 302                                | 3.2               |
| Heimenhausen             | Heimenhausen             | 990                                | 5.9               |
| Hermiswil                | Hermiswil                | 97                                 | 23.4              |
| Herzogenbuchsee          | Herzogenbuchsee          | 6525                               | 9.8               |
| Huttwil                  | Huttwil                  | 4690                               | 17.3              |
| Inkwil                   | Inkwil                   | 637                                | 3.4               |
| Kleindietwil             | Kleindietwil             | 86                                 | 2.7               |
| Langenthal               | Langenthal               | 14944                              | 17.3              |
| Leimiswil                | Leimiswil                | 412                                | 4.6               |
| Lotzwil                  | Lotzwil                  | 2431                               | 6.2               |
| Madiswil                 | Madiswil                 | 2150                               | 15.8              |
| Melchnau                 | Melchnau                 | 1531                               | 10.4              |
| Niederbipp               | Niederbipp               | 3942                               | 17.5              |
| Niederönz                | Niederönz                | 1506                               | 2.8               |
| Oberbipp                 | Oberbipp                 | 1545                               | 8.5               |
| Obersteckholz            | Obersteckholz            | 388                                | \|3.9             |
| Ochlenberg               | Ochlenberg               | 593                                | 12.1              |
| Oeschenbach              | Oeschenbach              | 263                                | 3.9               |
| Reisiswil                | Reisiswil                | 184                                | 2.0               |
| Roggwil                  | Roggwil                  | 3786                               | 7.8               |
| Rohrbach                 | Rohrbach                 | 1391                               | 4.1               |
| Rohrbachgraben           | Rohrbachgraben           | 423                                | 6.5               |
| Rumisberg                | Rumisberg                | 484                                | 5.2               |
| Rütschelen               | Rütschelen               | 559                                | 4.0               |
| Schwarzhäusern           | Schwarzhäusern           | 473                                | 3.7               |
| Seeberg                  | Seeberg                  | 1361                               | 15.8              |
| Thörigen                 | Thörigen                 | 1016                               | 4.5               |
| Thunstetten              | Thunstetten              | 2970                               | 9.7               |
| Ursenbach                | Ursenbach                | 931                                | 9.2               |
| Walliswil bei Niederbipp | Walliswil bei Niederbipp | 215                                | 1.4               |
| Walliswil bei Wangen     | Walliswil bei Wangen     | 572                                | 3.1               |
| Walterswil               | Walterswil               | 558                                | 7.9               |
| Wangen an der Aare       | Wangen an der Aare       | 2033                               | 5.2               |
| Wangenried               | Wangenried               | 393                                | 2.9               |
| Wiedlisbach              | Wiedlisbach              | 2179                               | 7.5               |
| Wolfisberg               | Wolfisberg               | 194                                | 2.4               |
| Wynau                    | Wynau                    | 1560                               | 5.1               |
| Wyssachen                | Wyssachen                | 1172                               | 11.8              |
|                          | Total: 50                | 76.485                             | 353,8             |

## Districte administratiu d'Emmental
| Escut                  | Municipi               | Habitants (31 de desembre de 2008) | Superfície en km² |
| ---------------------- | ---------------------- | ---------------------------------- | ----------------- |
| Aefligen               | Aefligen               | 1006                               | 2.1               |
| Affoltern im Emmental  | Affoltern im Emmental  | 1161                               | 11.5              |
| Alchenstorf            | Alchenstorf            | 565                                | 8.6               |
| Bätterkinden           | Bätterkinden           | 2996                               | 10.1              |
| Burgdorf               | Berthoud               | 15238                              | 15.6              |
| Dürrenroth             | Dürrenroth             | 1049                               | 14.1              |
| Eggiwil                | Eggiwil                | 2467                               | 60.3              |
| Ersigen                | Ersigen                | 1483                               | 8.8               |
| Hasle bei Burgdorf     | Hasle bei Burgdorf     | 3081                               | 21.9              |
| Heimiswil              | Heimiswil              | 1626                               | 23.4              |
| Hellsau                | Hellsau                | 181                                | 1.5               |
| Hindelbank             | Hindelbank             | 2006                               | 6.7               |
| Höchstetten            | Höchstetten            | 257                                | 2.6               |
| Kernenried             | Kernenried             | 426                                | 3.3               |
| Kirchberg              | Kirchberg              | 5608                               | 9.0               |
| Koppigen               | Koppigen               | \|2069                             | 6.9               |
| Krauchthal             | Krauchthal             | 2273                               | 19.4              |
| Langnau im Emmental    | Langnau im Emmental    | 8956                               | 48.5              |
| Lauperswil             | Lauperswil             | 2652                               | 21.1              |
| Lützelflüh             | Lützelflüh             | 4123                               | 26.9              |
| Lyssach                | Lyssach                | 1390                               | 6.1               |
| Mötschwil              | Mötschwil              | 138                                | 2.9               |
| Niederösch             | Niederösch             | 226                                | 4.6               |
| Oberburg               | Oberburg               | 2846                               | 14.1              |
| Oberösch               | Oberösch               | 110                                | 2.1               |
| Röthenbach im Emmental | Röthenbach im Emmental | 1281                               | 36.8              |
| Rüderswil              | Rüderswil              | 2338                               | 17.2              |
| Rüdtligen-Alchenflüh   | Rüdtligen-Alchenflüh   | 2169                               | 2.7               |
| Rüegsau                | Rüegsau                | 3031                               | 15.1              |
| Rumendingen            | Rumendingen            | 81                                 | 2.5               |
| Rüti bei Lyssach       | Rüti bei Lyssach       | 157                                | 6.5               |
| Schangnau              | Schangnau              | 936                                | 36.5              |
| Signau                 | Signau                 | 2722                               | 22.1              |
| Sumiswald              | Sumiswald              | 5084                               | 59.4              |
| Trachselwald           | Trachselwald           | 1038                               | 16.0              |
| Trub                   | Trub                   | 1462                               | 62.0              |
| Trubschachen           | Trubschachen           | 1436                               | 15.6              |
| Utzenstorf             | Utzenstorf             | 4080                               | 17.0              |
| Wiler bei Utzenstorf   | Wiler bei Utzenstorf   | 804                                | 3.8               |
| Willadingen            | Willadingen            | 181                                | 2.2               |
| Wynigen                | Wynigen                | 2019                               | 28.3              |
| Zielebach              | Zielebach              | 330                                | 1.9               |
|                        | Total: 42              | 93.082                             | 697,7             |

## Districte administratiu de Berna-Mittelland
| Escut                       | Municipi                    | Habitants (31 de desembre de 2008) | Superfície en km² |
| --------------------------- | --------------------------- | ---------------------------------- | ----------------- |
| Albligen                    | Albligen                    | 463                                | 4.3               |
| Allmendingen                | Allmendingen                | 498                                | 3.8               |
| Arni                        | Ani                         | 975                                | 10.4              |
| Bäriswil                    | Bäriswil                    | 975                                | 2.8               |
| Belp                        | Belp                        | 9645                               | 17.6              |
| Belpberg                    | Belpberg                    | 399                                | 5.7               |
| Bern                        | Berna                       | 122925                             | 51.6              |
| Biglen                      | Biglen                      | 1740                               | 3.6               |
| Bleiken bei Oberdiessbach   | Bleiken bei Oberdiessbach   | 377                                | 3.4               |
| Bolligen                    | Bolligen                    | 6077                               | 16.6              |
| Bowil                       | Bowil                       | 1381                               | 14.7              |
| Bremgarten bei Bern         | Bremgarten bei Bern         | 3974                               | 1.9               |
| Brenzikofen                 | Brenzikofen                 | 555                                | 2.2               |
| Büren zum Hof               | Büren zum Hof               | 555                                | 3.5               |
| Clavaleyres                 | Clavaleyres                 | 49                                 | 1.0               |
| Deisswil bei Münchenbuchsee | Deisswil bei Münchenbuchsee | 95                                 | 2.1               |
| Diemerswil                  | Diemerswil                  | 203                                | 2.8               |
| Etzelkofen                  | Etzelkofen                  | 315                                | 2.8               |
| Ferenbalm                   | Ferenbalm                   | 1242                               | 9.2               |
| Fraubrunnen                 | Fraubrunnen                 | 1777                               | 7.7               |
| Frauenkappelen              | Frauenkappelen              | 1272                               | 9.3               |
| Freimettigen                | Freimettigen                | 406                                | 2.9               |
| Gelterfingen                | Gelterfingen                | 241                                | 3.5               |
| Gerzensee                   | Gerzensee                   | 1032                               | 7.8               |
| Golaten                     | Golaten                     | 291                                | 2.8               |
| Grafenried                  | Grafenried                  | 945                                | 4.7               |
| Grosshöchstetten            | Grosshöchstetten            | 3168                               | 3.4               |
| Guggisberg                  | Guggisberg                  | 1586                               | 54.9              |
| Gurbrü                      | Gurbrü                      | 257                                | 1.8               |
| Häutligen                   | Häutligen                   | 231                                | 3.0               |
| Herbligen                   | Herbligen                   | 546                                | 2.7               |
| Iffwil                      | Iffwil                      | 409                                | 5.0               |
| Ittigen                     | Ittigen                     | 10737                              | 4.2               |
| Jaberg                      | Jaberg                      | 249                                | 1.3               |
| Jegenstorf                  | Jegenstorf                  | 4684                               | 8.9               |
| Kaufdorf                    | Kaufdorf                    | 960                                | 2.1               |
| Kehrsatz                    | Kehrsatz                    | 4025                               | 4.4               |
| Kiesen                      | Kiesen                      | 789                                | 4.7               |
| Kirchdorf                   | Kirchdorf                   | 837                                | 6.1               |
| Kirchenthurnen              | Kirchenthurnen              | 281                                | 1.3               |
| Kirchlindach                | Kirchlindach                | 2757                               | 11.9              |
| Köniz                       | Köniz                       | 37974                              | 51.1              |
| Konolfingen                 | Konolfingen                 | 4739                               | 12.8              |
| Kriechenwil                 | Kriechenwil                 | 401                                | 4.8               |
| Landiswil                   | Landiswil                   | 641                                | 10.3              |
| Laupen                      | Laupen                      | 2779                               | 4.1               |
| Limpach                     | Limpach                     | 338                                | 4.4               |
| Linden                      | Linden                      | 1326                               | 13.3              |
| Lohnstorf                   | Lohnstorf                   | 234                                | 1.8               |
| Mattstetten                 | Mattstetten                 | 590                                | 3.8               |
| Meikirch                    | Meikirch                    | 2380                               | 10.3              |
| Mirchel                     | Mirchel                     | 536                                | 2.4               |
| Moosseedorf                 | Moosseedorf                 | 3555                               | 6.3               |
| Mühleberg                   | Mühleberg                   | 2640                               | 6.3               |
| Mühledorf                   | Mühledorf                   | 241                                | 2.3               |
| Mühlethurnen                | Mühlethurnen                | 1305                               | 2.9               |
| Mülchi                      | Mülchi                      | 241                                | 3.8               |
| Münchenbuchsee              | Münchenbuchsee              | 9750                               | 8.9\|             |
| Münchringen                 | Münchringen                 | 562                                | 2.4               |
| Münsingen                   | Münsingen                   | 11023                              | 8.5               |
| Muri bei Bern               | Muri bei Bern               | 12752                              | 7.7               |
| Neuenegg                    | Neuenegg                    | 4773                               | 22.0              |
| Niederhünigen               | Niederhünigen               | 647                                | 5.4               |
| Niedermuhlern               | Niedermuhlern               | 543                                | 7.2               |
| Noflen                      | Noflen                      | 238                                | 2.7               |
| Oberbalm                    | Oberbalm                    | 870                                | 12.4              |
| Oberdiessbach               | Oberdiessbach               | 3181                               | 13.0              |
| Oberhünigen                 | Oberhünigen                 | 344                                | 6.0               |
| Oberthal                    | Oberthal                    | 804                                | 10.6              |
| Oppligen                    | Oppligen                    | 641                                | 3.4               |
| Ostermundigen               | Ostermundigen               | 15031                              | 6.0               |
| Riggisberg                  | Riggisberg                  | 2364                               | 29.9              |
| Rubigen                     | Rubigen                     | 2746                               | 7.0               |
| Rüeggisberg                 | Rüeggisberg                 | 1868                               | 35.7              |
| Rümligen                    | Rümligen                    | 471                                | 4.7               |
| Rüschegg                    | Rüschegg                    | 1684                               | 57.4              |
| Schalunen                   | Schalunen                   | 387                                | 1.4               |
| Scheunen                    | Scheunen                    | 77                                 | 2.2               |
| Schlosswil                  | Schlosswil                  | 651                                | 3.5               |
| Stettlen                    | Stettlen                    | 2869                               | 3.6               |
| Tägertschi                  | Tägertschi                  | 389                                | 3.6               |
| Toffen                      | Toffen                      | 2476                               | 4.9               |
| Trimstein                   | Trimstein                   | 480                                | 3.6               |
| Urtenen-Schönbühl           | Urtenen-Schönbühl           | 5580                               | 7.2               |
| Vechigen                    | Vechigen                    | 4650                               | 24.8              |
| Münchenwiler                | Villars-les-Moines          | 399                                | 2.5               |
| Wahlern                     | Wahlern                     | 6217                               | 40.6              |
| Wald                        | Wald                        | 1149                               | 13.3              |
| Walkringen                  | Walkringen                  | 1822                               | 17.2              |
| Wichtrach                   | Wichtrach                   | 4012                               | 11.6              |
| Wiggiswil                   | Wiggiswil                   | 106                                | 1.4               |
| Wileroltigen                | Wileroltigen                | 404                                | 4.1               |
| Wohlen bei Bern             | Wohlen bei Bern             | 8986                               | 36.3              |
| Worb                        | Worb                        | 11359                              | 21.0              |
| Zauggenried                 | Zauggenried                 | 318                                | 3.7               |
| Zäziwil                     | Zäziwil                     | 1566                               | 5.4               |
| Zollikofen                  | Zollikofen                  | 9780                               | 5.4               |
| Zuzwil                      | Zuzwil                      | 524                                | 3.5               |
|                             | Total: 98                   | 384.336                            | 946,8             |

## Districte administratiu de Thun
| Escut                  | Municipi               | Habitants (31 de desembre de 2008) | Superfície en km² |
| ---------------------- | ---------------------- | ---------------------------------- | ----------------- |
| Amsoldingen            | Amsoldingen            | 801                                | 4.7               |
| Blumenstein            | Blumenstein            | 1163                               | 15.5              |
| Buchholterberg         | Buchholterberg         | 1524                               | 15.3              |
| Burgistein             | Burgistein             | 1046                               | 7.5               |
| Eriz                   | Eriz                   | 510                                | 21.8              |
| Fahrni                 | Fahrni                 | 741                                | 6.7               |
| Forst-Längenbühl       | Forst-Längenbühl       | 714                                | 4.5               |
| Gurzelen               | Gurzelen               | 793                                | 4.5               |
| Heiligenschwendi       | Heiligenschwendi       | 631                                | 5.6               |
| Heimberg               | Heimberg               | 6071                               | 5.4               |
| Hilterfingen           | Hilterfingen           | 2987                               | 2.8               |
| Höfen bei Thun         | Höfen bei Thun         | 410                                | 4.6               |
| Homberg                | Homberg                | 505                                | 6.5               |
| Horrenbach-Buchen      | Horrenbach-Buchen      | 252                                | 20.4              |
| Kienersrüti            | Kienersrüti            | 52                                 | 0.8               |
| Niederstocken          | Niederstocken          | 267                                | 5.5               |
| Oberhofen am Thunersee | Oberhofen am Thunersee | 2364                               | 2.8               |
| Oberlangenegg          | Oberlangenegg          | 488                                | 9.1               |
| Oberstocken            | Oberstocken            | 284                                | 4.1               |
| Pohlern                | Pohlern                | 267                                | 9.9               |
| Reutigen               | Reutigen               | 956                                | 11.3              |
| Schwendibach           | Schwendibach           | 253                                | 1.5               |
| Seftigen               | Seftigen               | 2102                               | 3.9               |
| Sigriswil              | Sigriswil              | 4608                               | 55.4              |
| Steffisburg            | Steffisburg            | 15379                              | 13.5              |
| Teuffenthal            | Teuffenthal            | 171                                | 4.6               |
| Thierachern            | Thierachern            | 2205                               | 7.5               |
| Thun                   | Thun                   | 42129                              | 21.6              |
| Uebeschi               | Uebeschi               | 691                                | 4.4               |
| Uetendorf              | Uetendorf              | 5969                               | 10.2              |
| Unterlangenegg         | Unterlangenegg         | 909                                | 6.8               |
| Uttigen                | Uttigen                | 1755                               | 3.0               |
| Wachseldorn            | Wachseldorn            | 238                                | 3.5               |
| Wattenwil              | Wattenwil              | 2730                               | 14.5              |
| Zwieselberg            | Zwieselberg            | 268                                | 2.4               |
|                        | Total: 35              | 103.233                            | 322,1             |

## Districte administratiu de l'Obersimmental-Saanen
| Escut             | Municipi          | Habitants (31 de desembre de 2008) | Superfície en km² |
| ----------------- | ----------------- | ---------------------------------- | ----------------- |
| Boltigen          | Boltigen          | 1404                               | 77.0              |
| Gsteig bei Gstaad | Gsteig bei Gstaad | 959                                | 62.4              |
| Lauenen           | Lauenen           | 812                                | 58.7              |
| Lenk              | Lenk im Simmental | 2371                               | 123.1             |
| Saanen            | Saanen            | 6961                               | 119.8             |
| St. Stephan       | Sankt Stephan     | 1364                               | 60.9              |
| Zweisimmen        | Zweisimmen        | 2913                               | 73.1              |
|                   | Total: 7          | 48.763                             | 1.231,5           |

## Districte administratiu de Frutigen-Niedersimmental
| Escut                    | Municipi                 | Habitants (31 de desembre de 2008) | Superfície en km² |
| ------------------------ | ------------------------ | ---------------------------------- | ----------------- |
| Adelboden                | Adelboden                | 3615                               | 88.2              |
| Aeschi bei Spiez         | Aeschi bei Spiez         | 1981                               | 30.9              |
| Därstetten               | Därstetten               | 857                                | 32.8              |
| Diemtigen                | Diemtigen                | 2145                               | 130.0             |
| Erlenbach im Simmental   | Erlenbach im Simmental   | 1694                               | 36.7              |
| Frutigen                 | Frutigen                 | 6682                               | 71.8              |
| Kandergrund              | Kandergrund              | 811                                | 32.0              |
| Kandersteg               | Kandersteg               | 1203                               | 134.5             |
| Krattigen                | Krattigen                | 953                                | 6.0               |
| Oberwil im Simmental     | Oberwil im Simmental     | 804                                | 46.0              |
| Reichenbach im Kandertal | Reichenbach im Kandertal | 3398                               | 125.8             |
| Spiez                    | Spiez                    | 2 453                              | 16.8              |
| Wimmis                   | Wimmis                   | 2275                               | 22.3              |
|                          | Total: 13                | 38.871                             | 773,8             |

## Districte administratiu d'Interlaken-Oberhasli
| Escut                     | Municipi                  | Habitants (31 de desembre de 2008) | Superfície en km² |
| ------------------------- | ------------------------- | ---------------------------------- | ----------------- |
| Beatenberg                | Beatenberg                | 1153                               | 29.2              |
| Bönigen                   | Bönigen                   | 2383                               | 15.1              |
| Brienz                    | Brienz                    | 2996                               | 48.0              |
| Brienzwiler               | Brienzwiler               | 533                                | 17.6              |
| Därligen                  | Därligen                  | 401                                | 6.9               |
| Gadmen                    | Gadmen                    | 248                                | 116.4             |
| Grindelwald               | Grindelwald               | 3826                               | 171.1             |
| Gsteigwiler               | Gsteigwiler               | 425                                | 7.0               |
| Gündlischwand             | Gündlischwand             | 282                                | 16.9              |
| Guttannen                 | Guttannen                 | 313                                | 200.7             |
| Habkern                   | Habkern                   | 624                                | 51.1              |
| Hasliberg                 | Hasliberg                 | 1237                               | 41.7              |
| Hofstetten bei Brienz     | Hofstetten bei Brienz     | 579                                | 8.7               |
| Innertkirchen             | Innertkirchen             | 875                                | 120               |
| Interlaken                | Interlaken                | 5319                               | 4.4               |
| Iseltwald                 | Iseltwald                 | 397                                | 21.9              |
| Lauterbrunnen             | Lauterbrunnen             | 2452                               | 164.4             |
| Leissigen                 | Leissigen                 | 938                                | 10.4              |
| Lütschental               | Lütschental               | 238                                | 12.4              |
| Matten bei Interlaken     | Matten bei Interlaken     | 3676                               | 6.0               |
| Meiringen                 | Meiringen                 | 4489                               | 40.7              |
| Niederried bei Interlaken | Niederried bei Interlaken | 335                                | 6.8               |
| Oberried am Brienzersee   | Oberried am Brienzersee   | 492                                | 20.0              |
| Ringgenberg               | Ringgenberg               | 2709                               | 8.7               |
| Saxeten                   | Saxeten                   | 2709                               | 19.2              |
| Schattenhalb              | Schattenhalb              | 609                                | 31.5              |
| Schwanden bei Brienz      | Schwanden bei Brienz      | 614                                | 7.1               |
| Unterseen                 | Unterseen                 | 5453                               | 14.1              |
| Wilderswil                | Wilderswil                | 2458                               | 13.5              |
|                           | Total: 29                 | 48.763                             | 1.231,5           |